# ОШ „Лаза Костић” Нови Београд
ОШ "Лаза Костић" је основна школа у блоку 23 Новог Београду у улици Милентија Поповића 72. Школа од 2005. године носи име по познатом песнику Лази Костићу, а пре тога се звала ОШ "Седам секретара СКОЈ-а".

## Историјат
Школа је почела са радом 5. септембра 1977. године и тада је носила име ОШ Седам секретара СКОЈ-а. Први ученици су пристигли из ОШ "Јосип Броз Тито" (данашња ОШ "Јован Дучић") и из ОШ "Радоје Домановић". Прву школску годину је завршило 1168 ученика. Архитекта школе је Александар Стјепановић.

## Школа данас
Данас школу похађа више од 900 ђака. Одељенских заједница у осмом разреду има три. Школа је позната по многим пројектима које одржава, као на пример пројекат „Школа без насиља“. Школа има преко 25 кабинета и учионица у којима се врши настава. На доњем спрату се налази и кабинет информатике. Школа располаже базеном, вештачком стеном и две сале за физичко, уприземљу и на првом спрату школе. Велика у приземљу школе и мала на горњем спрату. У подножју школе се такође налази велика сала у којој се углавном врши настава музичке културе, али и разне манифесације. Школа има и једну библиотеку. У наставничком кадру школе ради преко 35 наставника и учитеља. Ученици ове школе су једни од најбољих који ураде квалификациони тест на крају године, а такође освајају доста награда на такмичењима и манифестацијама.